# Aggenstein
Der Aggenstein ist ein 1986 m ü. A. (nach deutscher Vermessung: 1985 m ü. NHN) hoher Berg in den Allgäuer Alpen an der Grenze von Deutschland und Österreich. Dort befindet er sich im bayerischen Teil der Tannheimer Berge wenige Kilometer südlich von Pfronten im Landkreis Ostallgäu.

## Routen zum Gipfel
Von Grän:
- Grän-Enge, Parkplatz Lumberg – Seebach – Bad Kissinger Hütte – Gipfel (ca. 2,5 Stunden)
- Grän-Enge, Parkplatz Lumberg – Seebach – Seebenalpe – Tannheimer Höhenweg – Bad Kissinger Hütte – Gipfel (ca. 3 Stunden)
- Grän – Füssener Jöchl – Tannheimer Höhenweg – Bad Kissinger Hütte – Gipfel (ca. 4,5 Stunden, Seilbahnunterstützung möglich)

Von Pfronten:
- Pfronten, Breitenbergbahn Talstation – Hochalpforstweg – Platte – Böser Tritt – Bad Kissinger Hütte – Gipfel (ca. 3 Stunden, Seilbahnunterstützung möglich)
- Pfronten, Breitenbergbahn Talstation – Reichenbachklamm – Platte – Böser Tritt – Bad Kissinger Hütte – Gipfel (ca. 3 Stunden)
- Pfronten, Breitenbergbahn Talstation – Hochalpforstweg – Breitenbergbahn Bergstation – Hochalpe – Langer Strich – Gipfel (ca. 3,5 Stunden, Seilbahnunterstützung möglich)
- Pfronten, Skizentrum – Tiroler Stadl – Daufa – Ostlerhütte – Breitenberg – Hochalpe – Langer Strich – Gipfel (ca. 4 Stunden)

## Klettermöglichkeiten
- Aggenstein Südwandplatten und anschließende Grate (Schwierigkeitsgrad II–VI, sehr gut versichert)[2]
- Aggenstein Nord- und Westwand (III- – VIII-, selten begangen, oft nass und bröselig, oft schlecht abgesichert)[3]
- Bad Kissinger Hütte: Klettergarten direkt bei der Hütte

## Stützpunkte
- Bad Kissinger Hütte
- Breitenbergbahn Bergstation
- Ostlerhütte
- Hochalphütte
- Berghaus Allgäu

## Bilder

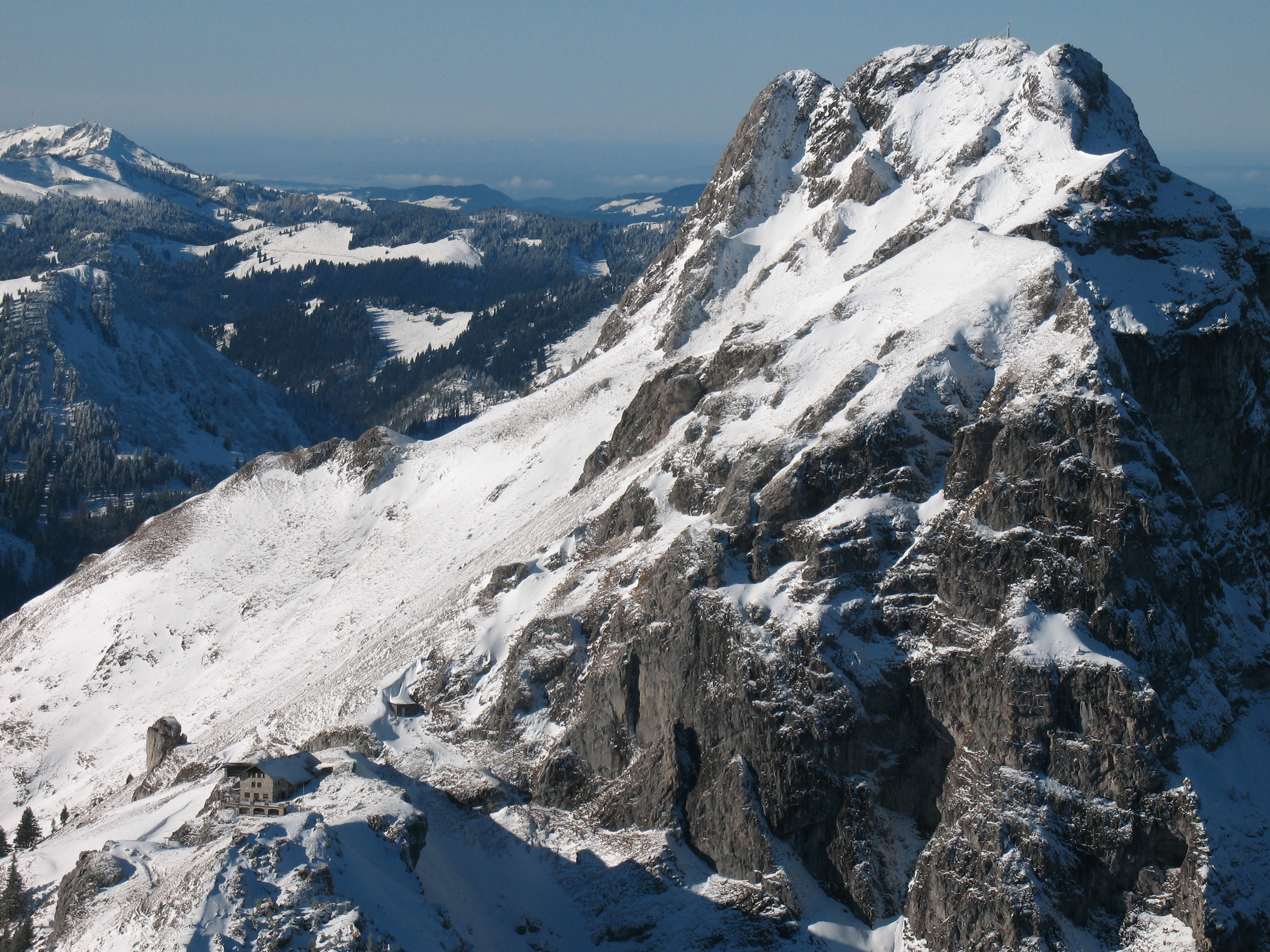
Ansicht vom Brentenjoch (Osten)
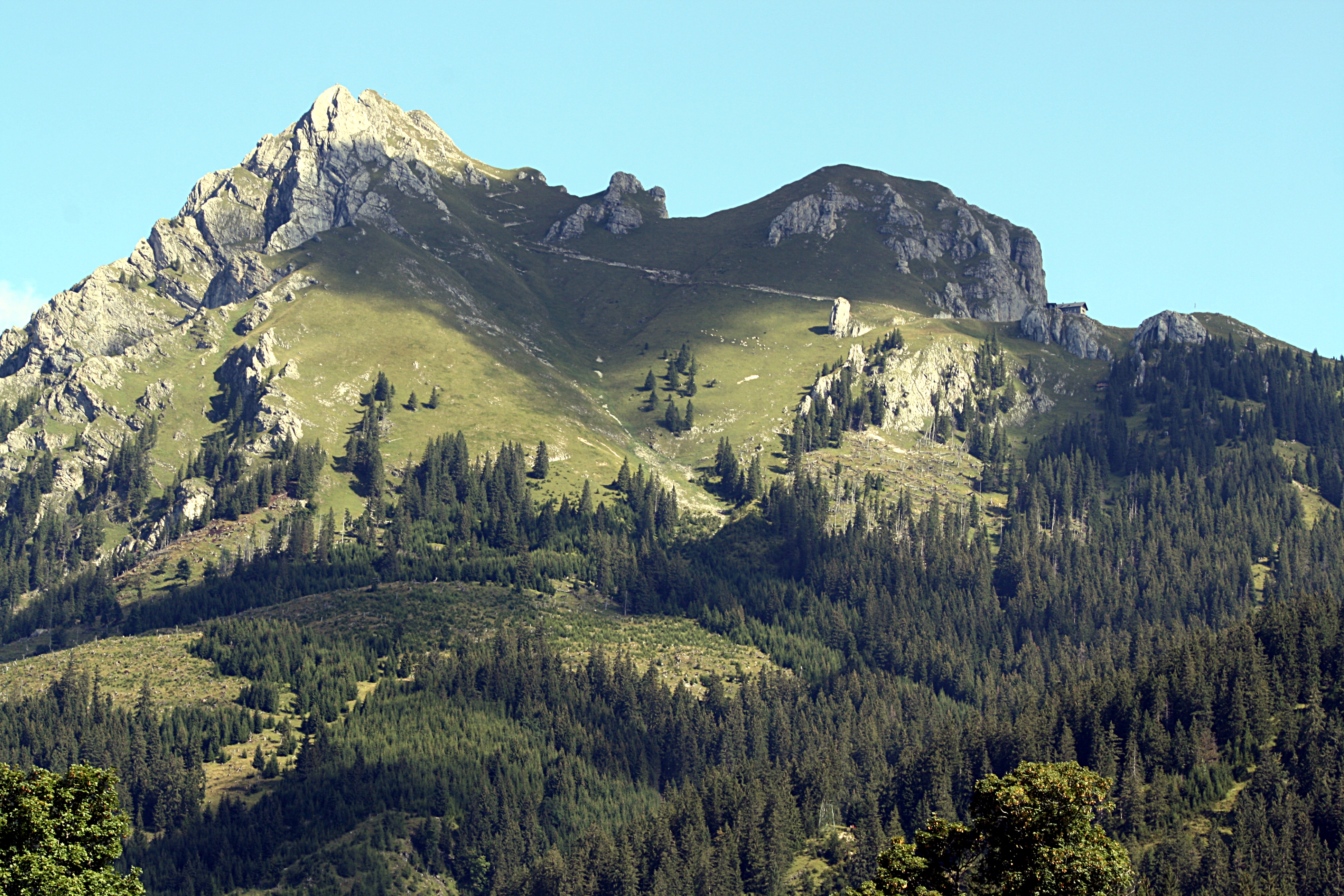
Ansicht von Grän im Sommer (Südwesten)
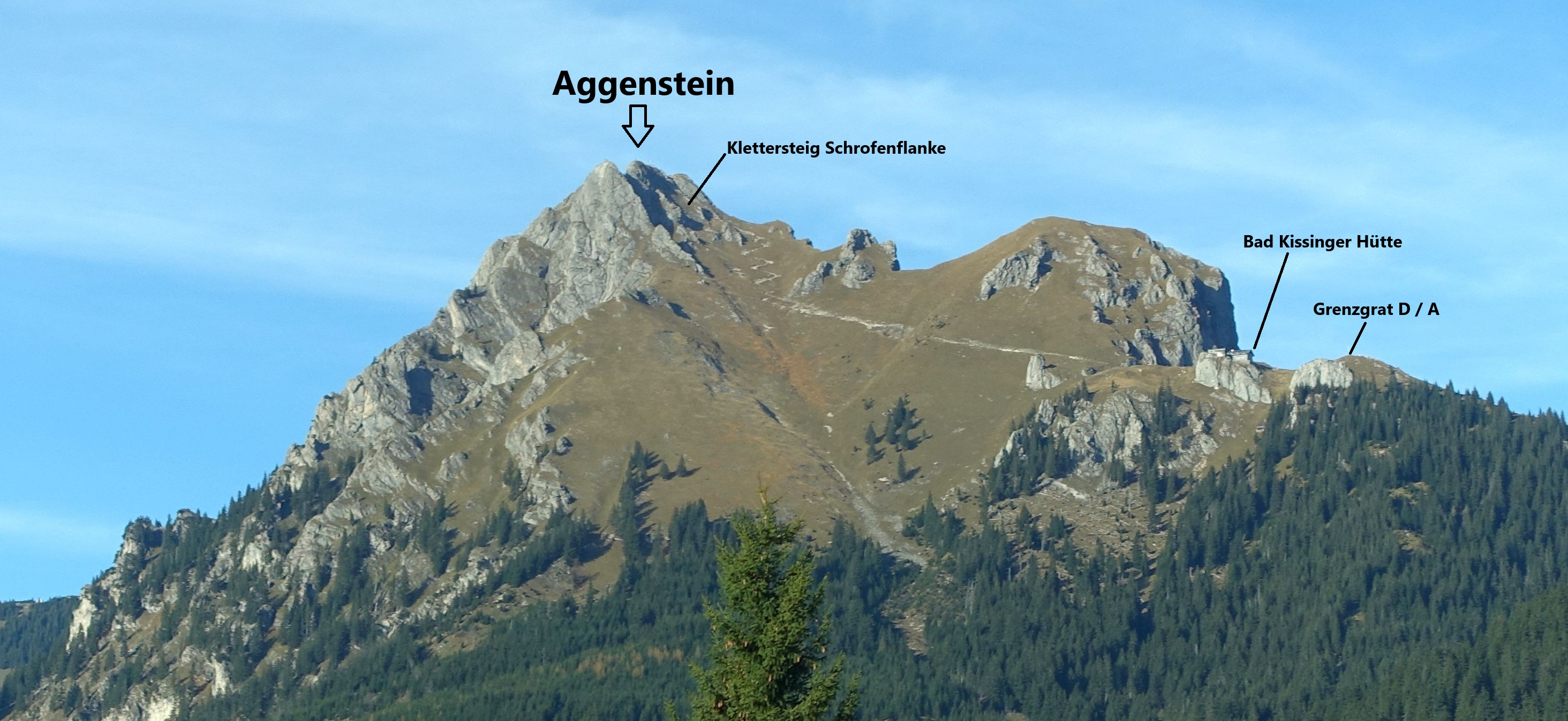
Ansicht im Herbst 2024 (Südwesten)
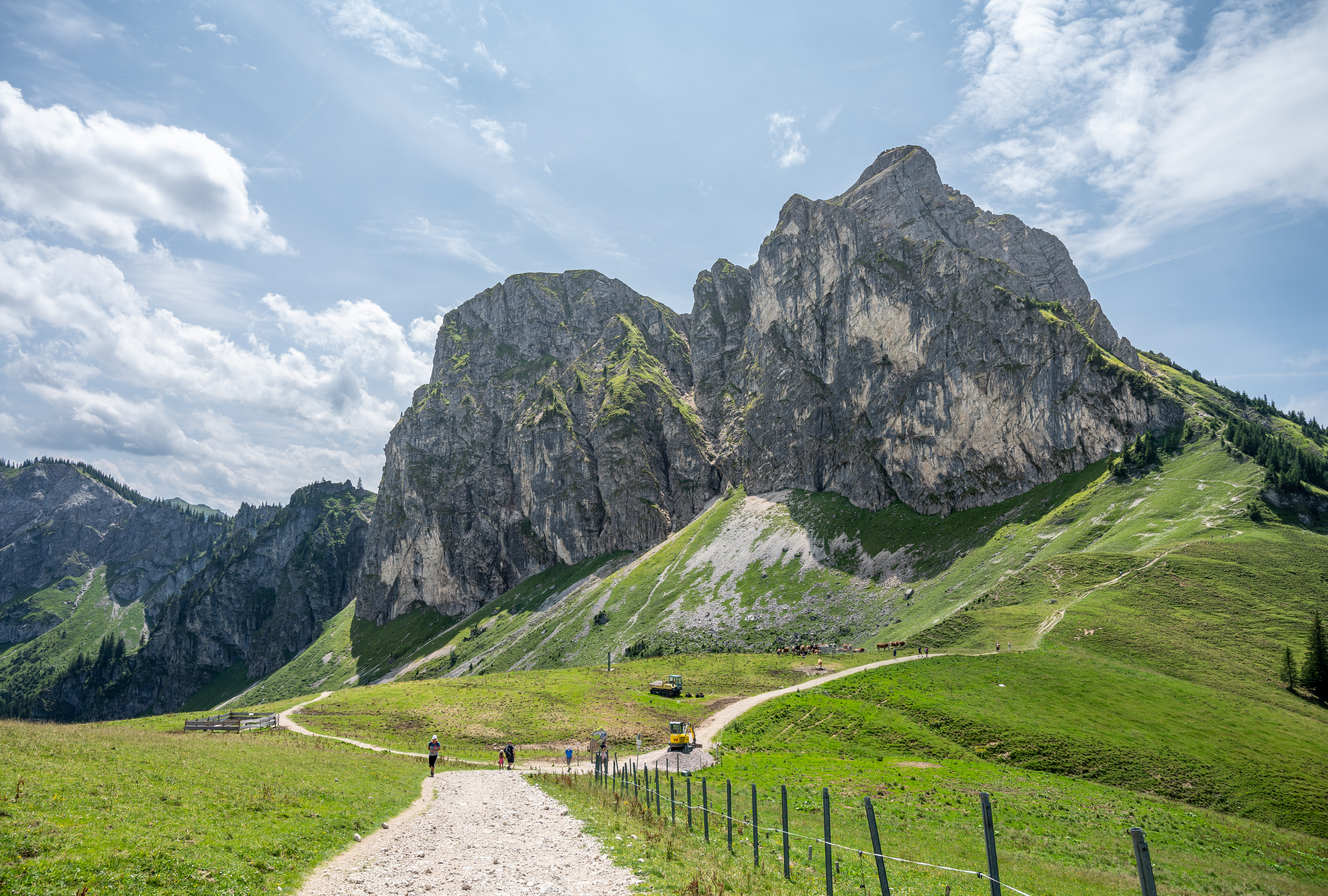
Nordwand (Norden)
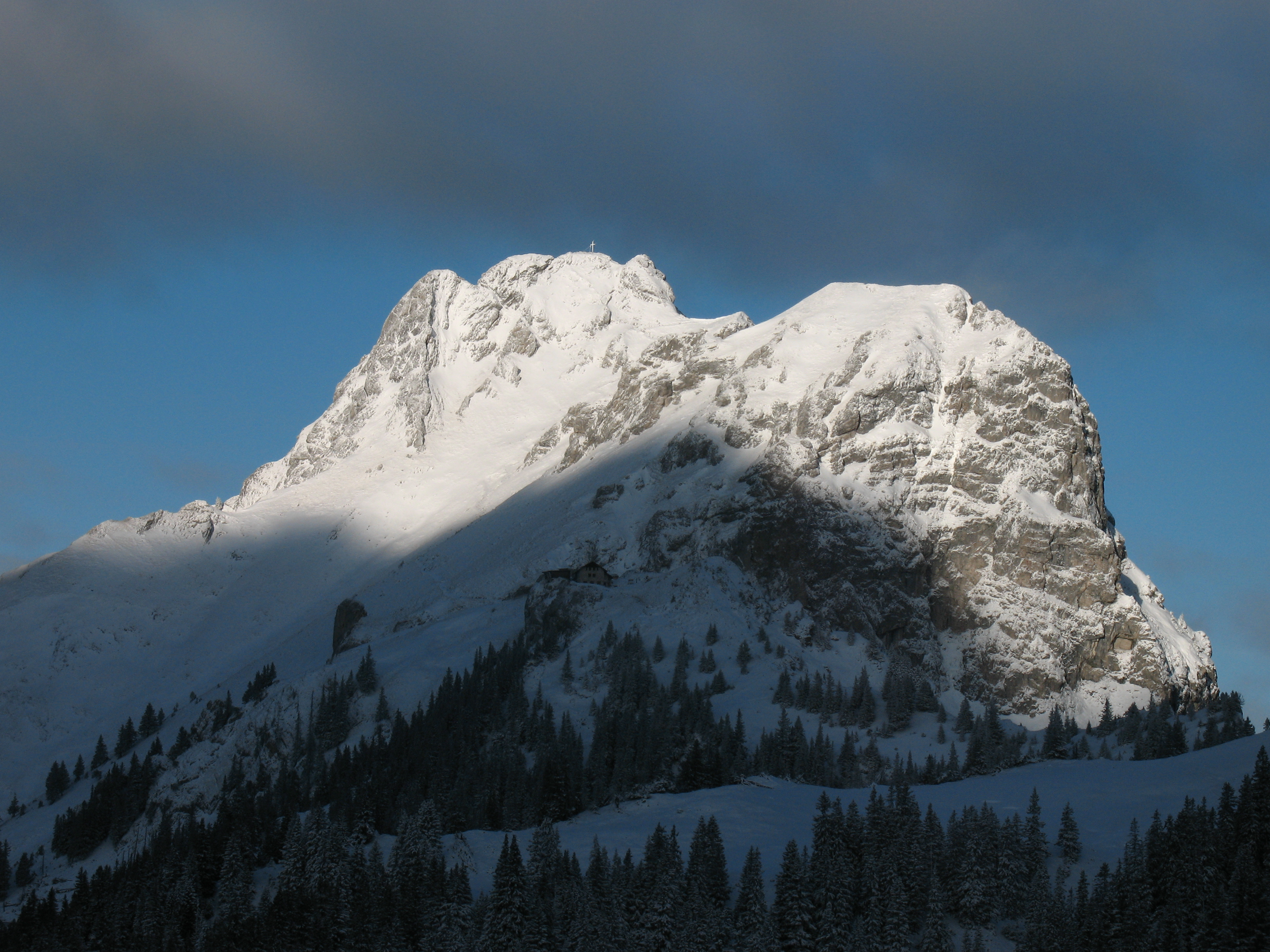
Ansicht im Winter (Norden)

### Wanderführer
- Gaby Funk: Allgäu – Höhenwege, Gipfelziele, Klettersteige. 2. Auflage. Bruckmann Verlag, München 2008, ISBN 978-3-7654-4194-3
- Gaby Funk: Bergtouren für Langschläfer in den Allgäuer Alpen. 2. Auflage. J.Berg Verlag, München 2009, ISBN 978-3-7658-4201-6
- Tobias Sessler: Bergwanderungen, Gipfelziele und Höhenwege in den Allgäuer Alpen: 60 Bergtouren vom Kleinwalsertal über Oberstdorf bis zum Tannheimer Tal . Books on Demand, Norderstedt 2005, ISBN 3-8334-2643-8
- Dieter Seibert: Allgäu (Band 2), Ostallgäu und Lechtal: 50 ausgewählte Tageswanderungen in den Gebieten um Füssen, Pfronten und Reutte sowie im Tannheimer Tal und im Lechtal. 7. Auflage. Bergverlag Rother, Oberhaching 2008, ISBN 3-7633-4259-1
- Aggenstein. In: Peter Nowotny: Die schönsten Bergwanderungen im Allgäu – Bergtourenführer Allgäuer Alpen, AVA Verlag Allgäu, Kempten (S. 10–13), ISBN 3-924809-95-X

### Kletterführer
- Achim Pasold: Kletterführer alpin Allgäu: Inklusive Tannheimer Berge. 5. Auflage. Panico Alpinverlag, Köngen 2006, ISBN 3-926807-59-8

### Kartenmaterial
- Kompass Wander-, Bike- und Skitourenkarte: Blatt 04 Tannheimer Tal (1:35.000). ISBN 978-3-85491-644-4